# 1131 Porzia
Az 1131 Porzia (ideiglenes jelöléssel 1929 RO) egy marsközeli kisbolygó. Karl Wilhelm Reinmuth fedezte fel 1929. szeptember 10-én, Heidelbergben.